# Liste der Stolpersteine in St. Wendel
Die Liste der Stolpersteine in St. Wendel führt die vom Künstler Gunter Demnig verlegten Stolpersteine in der saarländischen Kreisstadt St. Wendel auf, die an das Schicksal der Menschen erinnern, die im Nationalsozialismus ermordet, deportiert, vertrieben oder in den Suizid getrieben wurden.

## Verlegte Stolpersteine
| Stolperstein | Inschrift | Verlegort                                                          | Name, Leben |
| ------------ | --- | ------------------------------------------------------------------ | --- |
|              | HIER WOHNTE ERNA BERL GEB. HERZ JG. 1888 DEPORTIERT 1940 GURS INTERNIERT DRANCY DEPORTIERT 1942 ERMORDET 1942 IN AUSCHWITZ                    | Schlossstraße 6/8 ⊙                                                | Erna Berl, bevor sie zusammen mit 1000 weiteren Juden, am 6. August 1942 das Durchgangslager Drancy in Paris erreichte, wurde sie am 22. Oktober 1940 ins Camp de Gurs in Südfrankreich deportiert. Vom Durchgangslager Drancy bei Paris wurde sie mit dem Transport Nr. 17 am 10. August 1942 nach Auschwitz gebracht. Dort verstarb sie vermutlich zwei Tage später. |
|              | HIER WOHNTE JULIUS DREXLER JG. 1864 DEPORTIERT ERMORDET IN AUSCHWITZ                                                                          | Mommstraße 11                                                      | Julius Drexler (1864–19?) |
|              | HIER WOHNTE LYDIA DREXLER JG. 1896 DEPORTIERT AUSCHWITZ ERMORDET 1942                                                                         | Mommstraße 11                                                      | Lydia Drexler (1896–1942) |
|              | HIER WOHNTE MARIANNE HEYMANN JG. 1933 FLUCHT 1935 HOLLAND INTERNIERT WESTERBORK DEPORTIERT 1943 AUSCHWITZ ERMORDET 10.9.1943                  | Gymnasialstraße 7                                                  | Marianne Heymann (1933–1943) |
|              | HIER WOHNTE MAX SIGMUND HEYMANN JG. 1905 FLUCHT 1935 HOLLAND INTERNIERT WESTERBORK DEPORTIERT 1943 AUSCHWITZ ERMORDET 7.3.1944                | Gymnasialstraße 7                                                  | Max Heymann wurde 1905 geboren. Die Familie Heymann bestand aus Max Sigmund Heymann, Norma Heymann und deren Tochter Marianne. Max Sigmund war Leiter eines Friseurgeschäfts in der Bahnhofstraße 10. Die Familie wanderte 1935 nach Holland aus und wurde 1942 über das Durchgangslager Westerbork nach Auschwitz gebracht und dort getötet. |
|              | HIER WOHNTE NORMA HEYMANN GEB. TEUTSCH JG. 1909 FLUCHT 1935 HOLLAND INTERNIERT WESTERBORK DEPORTIERT 1943 AUSCHWITZ ERMORDET 10.9.1943        | Gymnasialstraße 7                                                  | Norma Heymann, geborene Teutsch (1909–1943) |
|              | HIER WOHNTE WALTER KAHN JG. 1905 FLUCHT FRANKREICH VERHAFTET 1944 LYON INTERNIERT DRANCY DEPORTIERT 1944 AUSCHWITZ ERMORDET AUG. 1944         | Brühlstraße 9                                                      | Walter Kahn (1913–1942) |
|              | HIER WOHNTE ISRAEL LANZ JG. 1893 FLUCHT FRANKREICH INTERNIERT GURS DEPORTIERT 1943 AUSCHWITZ ERMORDET MÄRZ 1943                               | Alsfassener Straße 74                                              | Israel Lanz (1893–1943) |
|              | HIER WOHNTE FLORA LEHMANN JG. 1907 UNFREIWILLIG VERZOGEN 1936 FRANKFURT 1937 BERLIN DEPORTIERT 1943 AUSCHWITZ ERMORDET 1943                   | Hospitalstraße 32                                                  | Flora Lehmann (1907–1943) |
|              | HIER WOHNTE THEKLA LEHMANN JG. 1897 EINGEWIESEN 1935 JACOBY’SCHE ANSTALT BENDORF-SAYN DEPORTIERT 1942 PIASKI ERMORDET 1942                    | Hospitalstraße 32                                                  | Thekla Lehmann (1897–1942) |
|              | HIER WOHNTE ALICE REINHEIMER GEB. BONEM JG. 1898 DEPORTIERT 1940 GURS INTERNIERT DRANCY DEPORTIERT 1942 ERMORDET 1942 IN AUSCHWITZ            | Balduinstraße 41 ⊙                                                 | Alice Reinheimer, geborene Bonem (1898–1942) |
|              | HIER WOHNTE AUGUSTE REINHEIMER JG. 1895 FLUCHT 1935 HOLLAND INTERNIERT DEPORTIERT 1942 AUSCHWITZ ERMORDET 2.11.1942                           | Hospitalstraße 13                                                  | Auguste Reinheimer (1895–1942) |
|              | HIER WOHNTE BABETTA REINHEIMER JG. 1882 FLUCHT 1935 HOLLAND INTERNIERT DEPORTIERT 1942 AUSCHWITZ ERMORDET 19.2.1943                           | Hospitalstraße 13                                                  | Babetta Reinheimer wurde 1882 geboren. Sie wurde zusammen mit ihren drei Schwestern Auguste, Lina und Frieda 1935 nach Holland emigriert und von dort 1942 über das Durchgangslager Westerbork nach Auschwitz deportiert. |
|              | HIER WOHNTE EDUARD REINHEIMER JG. 1892 DEPORTIERT 1940 GURS INTERNIERT DRANCY DEPORTIERT 1942 ERMORDET 1942 IN AUSCHWITZ                      | Balduinstraße 41 ⊙                                                 | Eduard Reinheimer war ein Unternehmer in St. Wendel. Er wurde zusammen mit Alice und Ilse Reinheimer am 22. Oktober 1940 ins Internierungslager Camp de Gurs in Südfrankreich gebracht. Alle drei starben in Auschwitz, wo sie am 11. September über das Sammellager Drancy bei Paris hingebracht wurden. |
|              | HIER WOHNTE ELFRIEDE REINHEIMER GEB. GRÜNBERG JG. 1884 FLUCHT 1935 HOLLAND INTERNIERT WESTERBORK DEPORTIERT 1942 AUSCHWITZ ERMORDET 2.11.1942 | Beethovenstraße 10                                                 | Elfriede Reinheimer, geborene Grünberg (1884–1942) |
|              | HIER WOHNTE FRIEDA REINHEIMER JG. 1884 FLUCHT 1935 HOLLAND INTERNIERT DEPORTIERT 1942 AUSCHWITZ ERMORDET 2.11.1942                            | Hospitalstraße 13                                                  | Frieda Reinheimer (1884–1942) |
|              | HIER WOHNTE ILSE REINHEIMER JG. 1923 DEPORTIERT 1940 GURS INTERNIERT DRANCY DEPORTIERT 1942 ERMORDET 1942 IN AUSCHWITZ                        | Balduinstraße 41 ⊙                                                 | Ilse Reinheimer (1923–1942) |
|              | HIER WOHNTE LINA REINHEIMER JG. 1901 FLUCHT 1935 HOLLAND INTERNIERT DEPORTIERT 1942 AUSCHWITZ ERMORDET 2.11.1942                              | Hospitalstraße 13                                                  | Lina Reinheimer (1901–1942) |
|              | HIER WOHNTE PAUL REINHEIMER JG. 1913 FLUCHT 1935 HOLLAND INTERNIERT WESTERBORK DEPORTIERT 1942 AUSCHWITZ ERMORDET 9.9.1942                    | Beethovenstraße 10                                                 | Paul Reinheimer (1913–1942) |
|              | HIER WOHNTE GUSTAV SENDER JG. 1880 FLUCHT FRANKREICH INTERNIERT GURS DEPORTIERT 1943 AUSCHWITZ ERMORDET JUNI 1943                             | Bungertstraße 5 (Stein wurde vor 2019 entwendet und nicht ersetzt) | Gustav Sender (1880–1943) Gustav Sender, geboren am 02.08.1880 in Bosen, war zweimal verheiratet. Seine erse Ehefrau Johannetta Mayer starb 1939 in Lachen, Pfalz. Ihre Tochter Selma wohnte in Mannheim und wurde nach 14.08.1942 in Auschwitz umgebracht. Mit seiner zweiten Ehefrau Emma Meyer aus Wellesweiler hatte er eine Tochter und einen Sohn, die beide den Holocaust überlebten (sie in Palästina, er in Frankreich). Gustav und Emma flüchteten ohne behördliche Abmeldung Ende 1937 nach Paris, wo Emma am 25.08.1940 starb. Gustav starb am 23.06.1943 in Auschwitz. |

## Verlegedaten
- 9. April 2011: Balduinstraße 41, Gymnasialstraße 7, Hospitalstraße 13, Schlossstraße 6/8
- 19. November 2012: Alsfassener Straße 74, Beethovenstraße 10, Brühlstraße 9, Bungertstraße 5, Hospitalstraße 32, Mommstraße 11